# Liste der Monuments historiques in Blanzay
Die Liste der Monuments historiques in Blanzay führt die Monuments historiques in der französischen Gemeinde Blanzay auf.

## Liste der Bauwerke
| Bezeichnung                | Beschreibung                           | Standort | Kennzeichnung | Schutzstatus | Datum | Bild |
| -------------------------- | -------------------------------------- | -------- | ------------- | ------------ | ----- | ---- |
| Château de la Maillollière | Schloss, erbaut im 15./16. Jahrhundert | (Lage)   | PA00105800    | Inscrit      | 1990  |      |

## Liste der Objekte
- Monuments historiques (Objekte) in Blanzay in der Base Palissy des französischen Kultusministeriums